# Agnes Lindh
Agnes Lindh, född 18 januari 1872 i Helsingfors, död där 25 juli 1952, var en finländsk skådespelare. Hon var från 1898 gift med skådespelaren Emil Lindh.

## Biografi
Lindh började sin bana vid 14 års ålder som dansös vid Svenska Teaterns balett och hade 1893–1948 fast engagemang vid denna scen. Hennes debut som Ofelia var en uppmärksammad händelse. Hon hade ett utomordentligt brett register, från dråplig fars till stor tragedi. Högst nådde hon som karaktärsskådespelare och gestaltare av vardagliga och naturliga, men samtidigt viljestarka och självständiga kvinnor. Hon uppträdde lågmält och utan yviga gester, men med stark inlevelse. Hon var aktiv upp i hög ålder; ännu under sina sista år framträdde hon på ett utomordentligt övertygande sätt som farmodern i Hjalmar Bergmans skådespel Farmor och vår herre. Bland hennes övriga glansroller märks Henrik Ibsens Hedda Gabler, Gina i Vildanden, fru Alving i Gengångare och Åse i Peer Gynt, Katri i Daniel Hjort och Boman i Swedenhielms.

## Teater

### Roller
| År   | Roll            | Produktion                                                                           | Regi           | Teater                       |
| ---- | --------------- | ------------------------------------------------------------------------------------ | -------------- | ---------------------------- |
| 1916 | Gina Ekdahl     | Vildanden Henrik Ibsen                                                               |                | Svenska Teatern, Helsingfors |
| 1916 | Grevinnan Irini | Violinkungen (Der Zigeunerprimas) Emmerich Kálmán, Fritz Grünbaum och Julius Wilhelm | Arthur Rehn    | Svenska Teatern, Helsingfors |
| 1928 | Mrs Lennox      | Bättre folk (The Best People) Avery Hopwood och David Gray                           | Tollie Zellman | Svenska Teatern, Helsingfors |